# Muiderkring

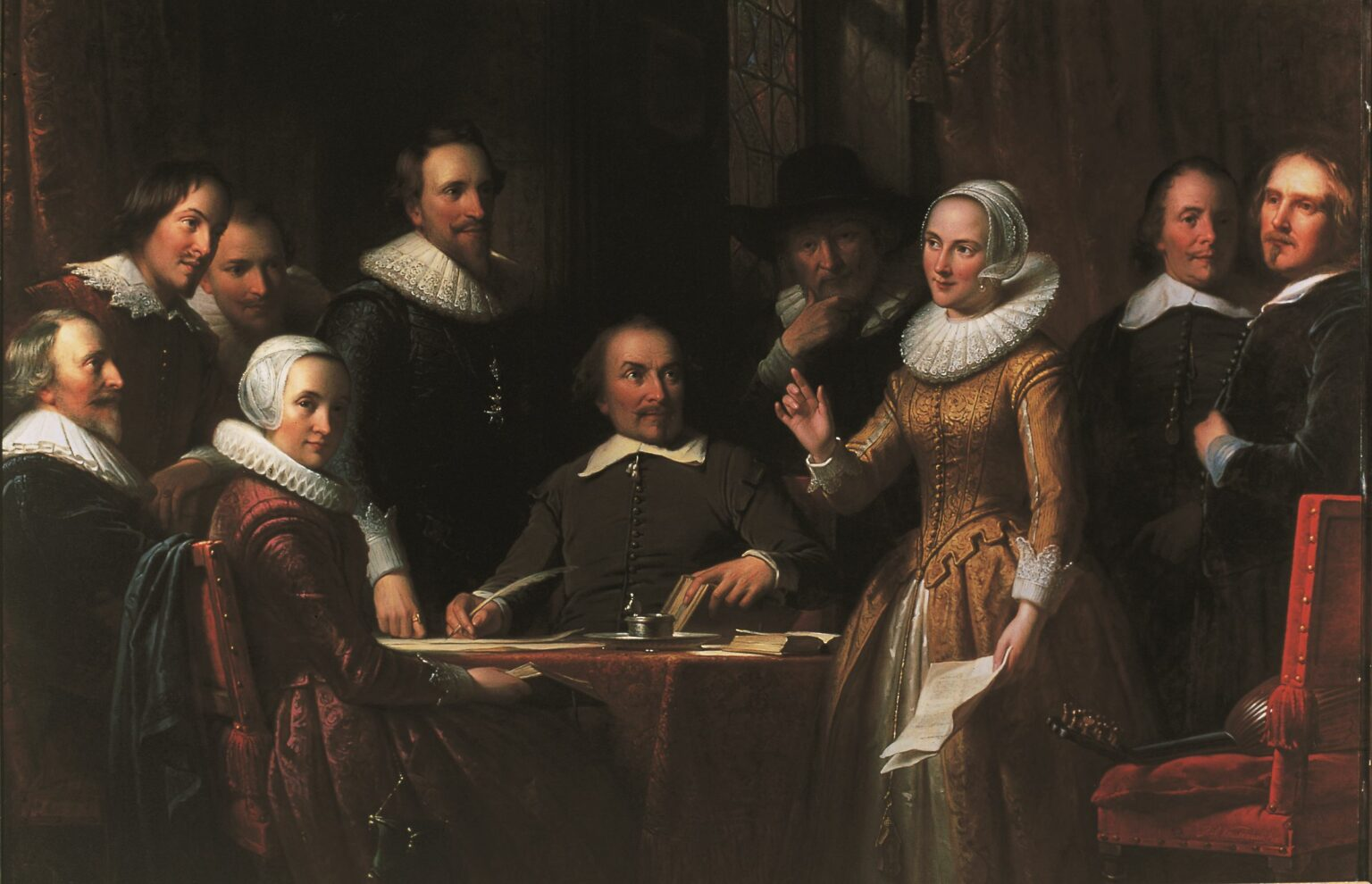
Der Muiderkring (Gemälde Krusemann, 1852)

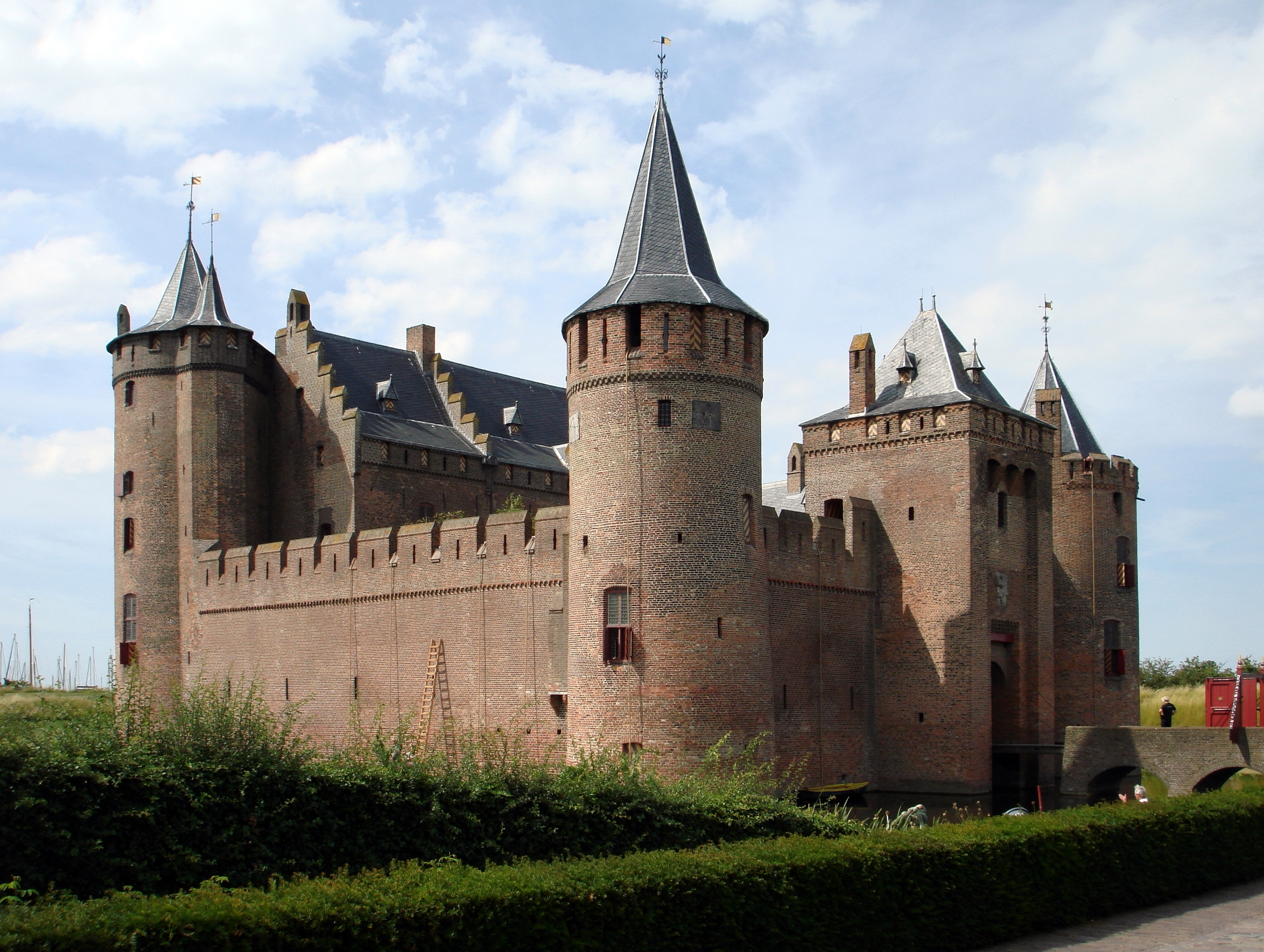
Schloss Muiden

Der Muiderkring (ndl. [ˈmœy̑dəɾˌkɾɪŋ] „Muiderkreis“) war eine niederländische Gemeinschaft der ersten Hälfte des 17. Jahrhunderts um den Dichter und Historiker Pieter Corneliszoon Hooft. Der Zirkel benannte sich nach dem Schloss von Muiden in der Provinz Nordholland.
Seit 1621 trafen Gelehrte und Literaten jeden Sommer zusammen, um über Literatur – vorwiegend Lyrik und Drama – und Musik zu diskutieren und die Künste zu pflegen. Unter den Teilnehmern waren u. a. die Literaten Caspar van Baerle, Gerhard Johannes Vossius, Joost van den Vondel und Constantijn Huygens sowie die Sängerin Francisca Duarte und der Grafiker und Kartograph Willem Janszoon Blaeu. Die beiden Schwestern Anna Roemers Visscher und Maria Tesselschade Visscher wurden nach dem Tod ihres Vaters Roemer Visscher 1620 aufgenommen und repräsentierten damit die Tradition antiker gelehrter Frauen.
Ihre ästhetiktheoretische Arbeit übte einen entscheidenden Einfluss auf die niederländische Literatur aus, die sich aus der Renaissance-Tradition der Rederijkers zu einer Hochblüte im Goldenen Zeitalter entwickelte.